# Nathaniel Thorne
Pour les articles homonymes, voir Thorne.
Nathaniel Thorne, né à Montréal le 15 février 1957, et mort le 7 juin 2016 dans la même ville[réf. à confirmer], est le nom de plume de Louis Viens, un écrivain canadien.
Dans ses romans : 
- Le Dernier virage ou un chrétien en colère ;
- D'une Catacombe l'autre,

il livre aux lecteurs une vue intérieure du milieu de l'intégrisme catholique de toutes tendances.
Dans Le Dernier virage, tout en laissant transparaitre son grand amour des voyages et des transports publics, Nathaniel Thorne s'inspire de faits divers faisant désormais partie des annales judiciaires du Québec. Il remplace par un autocar MCI modèle MC-8 le DC 3 qui a explosé en vol non loin de Québec le 9 septembre 1949. Sans oublier le retour en scène du décapité de la rue Bourbonnière. En effet, le 23 octobre 1953, le corps d'un homme sans tête a été trouvé derrière le 3414 de la rue précédemment mentionnée. Cette affaire n'a jamais été résolue.
Dans D'une Catacombe l'autre, titre inspiré de Céline, il remet sur les rails une version actualisée du parti nazi d'Adrien Arcand. Ici, le Nouveau parti National-Social chrétien fait concurrence à la Fraternité sacerdotale Saint-Pie-X qu'il juge laxiste.
En 2008, il publie Kaboom!, roman fortement inspiré des événements du 11 septembre 2001. Dans cette œuvre, des groupes intégristes catholiques s'inspirent de leurs semblables islamistes et tentent d'instaurer la théocratie par le truchement de la violence sous toutes ses formes. Par le biais de la fiction, Thorne exprime sa misanthropie. Kaboom! est également une sévère et virulente critique sociale.
Le 11 novembre de la même année, Nathaniel Thorne publie électroniquement un quatrième roman, La Deuxième affaire Mortara. L'ouvrage est inspiré par l'histoire de l'enlèvement en 1858 d'un enfant juif, Edgardo Mortara, par les autorités de l'Église catholique alors dirigée par Pie IX. La Deuxième affaire Mortara se déroule en 2007 au Québec et en France. Un enfant du même nom, Edgardo Mortara, devient orphelin après la mort de ses parents dans un violent accident de la route. Il est donc offert en adoption à un couple homosexuel noir bardé de doctorats. Le garçon de sept ans est brutalement enlevé par le Nouveau Parti National-social Chrétien dirigé par le récidiviste Jean-Guy Tremblay qui porte également le nom de guerre de Jean-Marie Bastien-Thiry. Le 28 mai 2011 marque la publication électronique d'un cinquième roman. Cyanure à Saint-Luc raconte l'histoire d'un aide-soignant catholique fanatique en plus d'être réserviste au sein des Fusiliers Mont-Royal. À l'instar du tueur en série Donald Harvey, il empoisonne au cyanure des patients.
L'œuvre de Nathaniel Thorne est inspirée de sa propre vie : après une jeunesse passée dans les cercles d'extrême droite, il rejoint à l'âge adulte les rangs de la gauche québécoise.